# Зази
Изабел Мари Ан де Труши де Варен (фр. Isabelle Marie Anne de Truchis de Varennes; Булоњ Бијанкур, 18. април 1964), познатија под уметничким именом Зази (фр. Zazie), француска је певачица и текстописац. Она, такође, копродуцира своје албуме са другим продуцентима.

## Биографија
Изабел Мари Ан де Труши је рођена 18. априла 1964. године у Булоњ Бијанкуру од оца барона Хервеја урбаног архитекте и мајке Жаклинем професорке музике и хориста Швајцарске филхармоније. Има једног брата који се такође бави музиком и који је јако талентован.
Надимак „Зази” добија по роману Рајмонда Кенаоа, француског писца и песника који је написао роман „Зази у метроу” фр. Zazie dans le metro. Зази свира виолину више од 10. година и учи пијано и гитару. Као млада волела је да пише песме, што јој данас и те како иде за руком.

## Приватан живот
Зази има једну ћерку која се зове Лола, (рођена 16. августа 2002. године) која потиче из брака Зазие и Фабијана Кахена. Након неког времена Зази се разводи од Фабијана и забавља се са Филипом Паради којег напушта 2015. године.

## Помоћ угроженима
Зази дуги низ година учествује у каритативним музичким емисијама. Више од 20 година стални је члан емисије „Енфоре” фр. Enfoirés, емисији у којој глумци, певачи и хумористи скупљају новац како би обезбедили храну угроженим особама у Француској.  Поред каритативних удружења, Зази помаже угроженим особама организјући музичке концерте или донирањем[ новца.
Од 2012. године заједно са Ктарином Мутином амбасадор је организације Amref Health Africa, који се улажава да формира бабице које ће помоћи трудним женама у Африци и тиме смањити морталитет на том континенту. Велику помоћ пружа деци са посебним потребама. Од 2017. године постала је „кума” удружења деци са аутизмом.

## Дискографија

### Студијски албуми
- (1992)
- (1995)
- (1998)
- (2001)
- (2004)
- (2007)
- (2010)
- (2013)
- (2015)
- (2018)

### Албуми уживо
- 1999 : Made in Live (100 000 продатих примерака)
- 2003 : Ze live !! (120 000 продатих примерака)
- 2006 : Rodéo Tour (55 000 продатих примерака)
- 2008 : Zest of (55 000 продатих примерака)[7]
- 2016 : Intégrale enregistrements studio
- 2016 : L'IntégraRe

## Турнеје
- 1996 : Zazie est en ville
- 1998/1999 : Le Tour des Anges
- 2003 : Zazie sème la Zizanie
- 2005 : Rodéo Tour
- 2007/2008 : Totem tour
- 2011/2012 : Za7ie en tournée
- 2013 : Cyclo Tour
- 2016 : L'Heureux Tour
- 2019/2020 : Zaziessenciel Tour

## Филмографија
- 1999 : J'aimerais pas crever un dimanche
- 2011 : Avec mon p'tit bouquet